# Tabina
Tabina è una municipalità di quinta classe delle Filippine, situata nella Provincia di Zamboanga del Sur, nella regione della Penisola di Zamboanga.
Tabina è formata da 15 baranggay:
- Abong-abong
- Baganian
- Baya-baya
- Capisan
- Concepcion
- Culabay
- Doña Josefina
- Lumbia
- Mabuhay
- Malim
- Manikaan
- New Oroquieta
- Poblacion
- San Francisco
- Tultolan